# Craspedosis morotai
Craspedosis morotai är en fjärilsart som beskrevs av Swinhoe 1900. Craspedosis morotai ingår i släktet Craspedosis och familjen mätare. Inga underarter finns listade i Catalogue of Life.